# 兰辛县

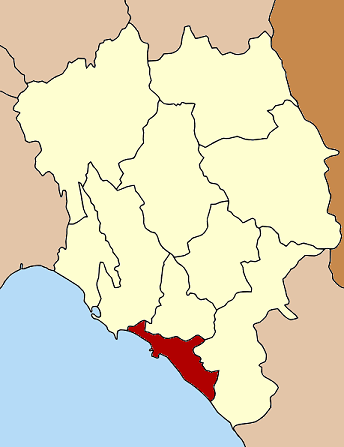
所在位置

兰辛县(泰语: แหลมสิงห์)，一译林信县，是泰国庄他武里府南部的一个县，北邻他迈县、庄他武里直辖县、卡隆县，南邻泰国湾。总面积190.8平方公里，总人口30,790 (2005)，人口密度161.4人/平方公里。

## 行政区划
兰辛县分为7个区，辖有65个村。